# Perica Bukić
Perica Bukić, né le 20 février 1966 à Šibenik, est un joueur de water-polo et un homme politique croate.

## Carrière
Perica Bukić obtient avec l'équipe de Yougoslavie de water-polo masculin la médaille d'or aux Jeux olympiques d'été de 1984 à Los Angeles et aux Jeux olympiques d'été de 1988 à Séoul. Il est aussi sacré champion du monde en 1986 et vice-champion d'Europe en 1985, 1987 et 1989.
Avec l'équipe de Croatie de water-polo masculin, il est médaillé d'argent aux Jeux olympiques d'été de 1996 à Atlanta.
Il est membre du Parlement de Croatie du 22 décembre 2003 au 11 janvier 2008 au sein de l'Union démocratique croate.
Il intègre l'International Swimming Hall of Fame en 2008.